# Солоненко, Клара Алексеевна
Клара Алексеевна Солоненко (декабрь 1928 года — 27 октября 1944 года под Мани, Польша) — участница Великой Отечественной войны; кавалер ордена Славы.

## Биография
Клара Солоненко родилась в декабре 1928 года в семье учителей Алексея Ивановича и Полины Лукьяновны Солоненко. Получила образование в средней школе № 2 им. Кирова города Кизляра. Вступила в комсомол.
Во время Великой Отечественной войны, не сообщив родителям, 9 марта 1943 года, в возрасте 15 лет, ушла из дома на фронт. При поступлении в ряды Красной армии назвала чужое имя (Наташа Радченко) и соврала про свой возраст, сказав, что ей уже исполнилось 17 лет.
Получила образование в школе инженеров-технологов и была назначена в Карачаевский полк. Солоненко служила сперва телеграфистом, затем освоила профессии санинструктора, сапёра, разведчика, артиллериста. В одном из писем отцу она сообщала: «Папочка, теперь я уже разведчица. Как я рада, сколько об этом я мечтала. Завтра утром иду в разведку. Наконец, самая счастливая минута в моей жизни настала. Я буду стараться, верь, папочка, чтобы больше принести пользы нашей Родине». В возрасте 15 лет отправилась в тыл противника и получила важные сведения, за что была награждена медалью «За отвагу». За время войны была трижды ранена.
После того как начальство узнало истинный возраст Клары, она была демобилизована. Некоторое время работала медсестрой в военном госпитале в Киеве. Там она встретила свою раненую мать. После выздоровления Полина Лукьяновна стала уговаривать дочь вернуться домой, но Клара отказалась. После нескольких заявлений в августе 1944 года Клара получила разрешение вернуться на воинскую службу, но в разведку её больше не отправляли. Она стала служить санинструктором в артиллерийском дивизионе вместе со своей матерью. Оказывала помощь раненым на поле боя.
Вместе с восточным фронтом дошла польской территории. 27 октября 1944 года, в горах Бещады, близ польско-чехословацкой границы она погибла от огня немецкой артиллерии так и не дожив до совершеннолетия. Посмертно была награждена орденом Славы второй степени.
Клара Алексеевна Солоненко была похоронена на кладбище Мани. После войны её останки были переведены на Центральное кладбище в городе Саноке и захоронены на участке № 70.
Именем Клары Солониенко была названа улица в городе Кизляре и в селе Юбилейное. Её письма с фронта хранятся в Кизлярском краеведческом музее им. П. И. Багратиона.